# Шайбинские источники
Шайбинские источники — минеральные источники на полуострове Камчатка. Находятся на территории Елизовского района Камчатского края России.
Расположены на правом берегу реки Шайбная, в 250 м выше впадения в неё реки Порожистой, образуют маленькие озерки с дном ярко-жёлтой окраски. Температура источников до 20 °C. Дебит — 1,5 л/с.